# 南昌北站
南昌北站位于江西省南昌市青山湖区蛟桥镇，是京九铁路的一座火车站，货运三等站，距北京西站1436公里，距常平站879公里，本站及相邻上下行区间均为电气化区段。车站建于1962年，现只办理货运，不办理客运业务。